# Oranjeplaat
Oranjeplaat ist ein Ort innerhalb der niederländischen Gemeinde Middelburg in der Provinz Zeeland, welcher zum größten Teil Ferienwohnungen beinhaltet.

## Geschichte
Erste Siedlungen begannen in dem Gebiet fanden in den 1970er Jahren erst ihren Höhepunkt und in den 2010er Jahren gab es noch einmal einen größeren Zuwachs an Gebäuden. Insgesamt gibt es im Jahr 2021 55 feste Einwohner.

## Geographie
Nordöstlich vom Stadtkern gelegen, befinden sich hier mehrere Ferienhaus- und Hotelanlagen sowie ein Yachthafen mit weiteren Anlegern für vereinzelte Häuser. In Richtung Norden sind gehen die Gewässer in das Veerse Meer über.